# 地球Online
《地球Online》是中国大陆团队开发的一款沙盒类网络游戏，通过在Steam平台发行。该游戏Steam页面的游戏介绍称，该游戏是一款大型多人在线网络游戏。游戏的盈利模式为游戏免费、道具收费。游戏的主题是玩家重新面对毁灭后的重生世界，并且游戏将为玩家提供非常自由的沙盒世界。该游戏上架的Steam青睐之光不到72小时，排名突破前20；不足100小时，排名已入前10名。但是该游戏上架1天，就被收到DMCA的删除通知，原因是因为部分内容涉及侵权，其后该游戏Steam页面发布消息称因为此前发布的先行预告片的片头PEGI评分导致DMCA版权投诉，并非游戏本身的原因，并对PEGI组织表示歉意。
2015年8月20日，游戏已在Steam平台下架。
2015年9月16日，重新上架Steam青睐之光，排名在短时间内升至第3名。
2015年10月，地球OL众筹结束，仅筹得5000多人民币。制作方将众筹失败的原因归咎于中国国内众筹环境上，称“国内众筹变质为开发商变相宣传的手段，不仅不支持没资金开发游戏的团队，反而怀疑他们是骗子”。